# Eerste Divisie 2016-17
La Eerste Divisie 2016-17, conocida como Jupiler League por motivos de patrocinio, es la 61.ª edición de la Eerste Divisie, equivalente a la segunda división de fútbol de los Países Bajos, creada en 1955. La temporada comenzó el 5 de agosto de 2016 y terminó el 28 de mayo de 2017.

## Sistema de competición
Participaron en la Eerste Divisie 20 clubes que, siguiendo un calendario establecido por sorteo, se enfrentaron entre sí en dos partidos, uno en terreno propio y otro en campo contrario. El ganador de cada partido tuvo tres puntos, el empate otorgó un punto y la derrota, cero puntos.
El torneo se disputó entre los meses de agosto de 2016 y mayo de 2017. Al término de la temporada regular empezó la Nacompetitie , un torneo de promoción y descenso con participación de los equipos en los decimosexto y decimoséptimo puestos de la división superior, Eredivisie. Diez equipos, dos de la Eredivisie (los que finalicen en la posiciones 16° y 17°) y ocho de la Eerste Divisie, juegan por dos puestos en la Eredivisie 2017-18, los ocho equipos restantes juegan en la Eerste Divisie 2017-18. La temporada se divide en cuatro períodos que consisten en las fechas 1-9, 10-18, 19-27 y 28-36. El mejor clasificado en cada período (que no ha ganado un periodo anterior) se clasifica para la promoción de los play-offs en primera ronda, incluso si terminan la temporada fuera de los primeros nueve.

## Ascensos y descensos
| Pos | Descendidos de la Eredivisie 2015-16 |
| --- | ------------------------------------ |
| 17º | De Graafschap                        |
| 18º | Cambuur Leeuwarden                   |

| Pos | Ascendidos de la Eerste Divisie 2015-16 |
| --- | --------------------------------------- |
| 1º  | Sparta Rotterdam                        |
| 2º  | Go Ahead Eagles                         |

| Pos | Ascendidos de la Beloften Eredivisie |
| --- | ------------------------------------ |
| 1º  | Jong FC Utrecht                      |

## Equipos participantes
| Club               | Ciudad     | Estadio                   | Capacidad |
| ------------------ | ---------- | ------------------------- | --------- |
| Achilles '29       | Groesbeek  | Sportpark De Heikant      | 4.500     |
| Almere City FC     | Almere     | Yanmar Stadion            | 3.000     |
| Cambuur Leeuwarden | Leeuwarden | Cambuurstadion            | 10.250    |
| De Graafschap      | Doetinchem | Stadion De Vijverberg     | 12.600    |
| FC Den Bosch       | Bolduque   | Stadion De Vliert         | 8.713     |
| FC Dordrecht       | Dordrecht  | Riwal Hoogwerkers Stadion | 4.235     |
| FC Eindhoven       | Eindhoven  | Jan Louwersstadion        | 4.600     |
| FC Emmen           | Emmen      | JenS Vesting              | 8.600     |
| Fortuna Sittard    | Sittard    | Fortuna Sittard Stadion   | 10.300    |
| Helmond Sport      | Helmond    | Lavans Stadion            | 4.174     |
| Jong Ajax          | Ámsterdam  | Sportpark De Toekomst     | 2.050     |
| Jong PSV           | Eindhoven  | De Herdgang               | 2.500     |
| Jong FC Utrecht    | Utrecht    | Sportcomplex Zoudenbalch  | 450       |
| MVV Maastricht     | Maastricht | Stadion De Geusselt       | 8.800     |
| NAC Breda          | Breda      | Rat Verlegh Stadion       | 19.000    |
| FC Oss             | Oss        | Frans Heesen Stadion      | 4.560     |
| RKC Waalwijk       | Waalwijk   | Mandemakers Stadion       | 7.508     |
| Telstar            | Velsen     | Rabobank IJmond Stadion   | 3.060     |
| FC Volendam        | Volendam   | Kras Stadion              | 7.384     |
| VVV Venlo          | Venlo      | Stadion De Koel           | 8.000     |

## Clasificación
|  |     | Equipo             | PJ | PG | PE | PP | GF | GC | DG  | PTS |
|  | --- | ------------------ | -- | -- | -- | -- | -- | -- | --- | --- |
|  | 1.  | VVV Venlo (C)      | 38 | 25 | 5  | 8  | 75 | 35 | +40 | 80  |
|  | 2.  | Jong Ajax          | 38 | 23 | 7  | 8  | 93 | 54 | +39 | 76  |
|  | 3.  | Cambuur Leeuwarden | 38 | 22 | 5  | 11 | 78 | 42 | +36 | 71  |
|  | 4.  | Jong PSV           | 38 | 20 | 9  | 9  | 66 | 35 | +31 | 69  |
|  | 5.  | NAC Breda (G)      | 38 | 19 | 7  | 12 | 65 | 50 | +15 | 64  |
|  | 6.  | FC Volendam        | 38 | 17 | 11 | 10 | 63 | 44 | +19 | 62  |
|  | 7.  | MVV Maastricht     | 38 | 15 | 14 | 9  | 55 | 45 | +10 | 59  |
|  | 8.  | Almere City FC     | 38 | 17 | 8  | 13 | 74 | 66 | +8  | 59  |
|  | 9.  | FC Emmen           | 38 | 14 | 13 | 11 | 50 | 40 | +10 | 55  |
|  | 10. | RKC Waalwijk       | 38 | 15 | 9  | 14 | 62 | 70 | -8  | 54  |
|  | 11. | FC Eindhoven       | 38 | 15 | 8  | 15 | 64 | 71 | -7  | 53  |
|  | 12. | De Graafschap      | 38 | 15 | 5  | 18 | 70 | 63 | +7  | 50  |
|  | 13. | Helmond Sport      | 38 | 14 | 7  | 17 | 51 | 67 | -16 | 49  |
|  | 14. | FC Den Bosch       | 38 | 12 | 9  | 17 | 48 | 67 | -19 | 45  |
|  | 15. | FC Oss             | 38 | 12 | 5  | 21 | 67 | 95 | -28 | 41  |
|  | 16. | Telstar            | 38 | 10 | 10 | 18 | 46 | 64 | -18 | 40  |
|  | 17. | Fortuna Sittard    | 38 | 13 | 9  | 16 | 54 | 67 | -13 | 39  |
|  | 18. | Jong FC Utrecht    | 38 | 10 | 7  | 21 | 50 | 71 | -21 | 37  |
|  | 19. | FC Dordrecht       | 38 | 5  | 9  | 24 | 42 | 72 | -30 | 24  |
|  | 20. | Achilles '29 (D)   | 38 | 5  | 7  | 26 | 37 | 92 | -55 | 19  |

Nota:
- Los equipos de reserva no pueden ser promovidos a la Eredivisie, por tanto no pueden participar de los play-offs.
- Fortuna Sittard se descontaron tres puntos para un proyecto de ley pendiente con la KNVB.[2]  El 10 de abril de 2017 volvieron a descontarle otros 6 puntos por no cumplir con los objetivos financieros.[3]
- Achilles '29 sufrió la quita de tres puntos por incumplimiento con los requisitos financieros.[4]

| Leyenda |                                                           |
|         | Asciende a Eredivisie 2017-18.                            |
|         | Promoción de ascenso a Eredivisie 2017-18, segunda ronda. |
|         | Promoción de ascenso a Eredivisie 2017-18, primera ronda. |
|         | Desciende a Tweede Divisie 2017-18                        |

| (C) Campeón                                         |
| (CC) Campeón de la Copa de los Países Bajos 2016-17 |
| (D) Descendido                                      |
| (G) Ganador de los play-offs                        |

## Evolución de las posiciones
| Equipo / Jornada | 1  | 2  | 3  | 4  | 5  | 6  | 7  | 8  | 9  | 10 | 11 | 12 | 13 | 14 | 15 | 16 | 17 | 18 | 19 | 20 | 21 | 22 | 23 | 24 | 25 | 26 | 27 | 28 | 29 | 30 | 31 | 32 | 33 | 34 | 35 | 36 | 37 | 38 |
| Equipo / Jornada |    |    |    |    |    |    |    |    |    |    |    |    |    |    |    |    |    |    |    |    |    |    |    |    |    |    |    |    |    |    |    |    |    |    |    |    |    |    |
| ---------------- | -- | -- | -- | -- | -- | -- | -- | -- | -- | -- | -- | -- | -- | -- | -- | -- | -- | -- | -- | -- | -- | -- | -- | -- | -- | -- | -- | -- | -- | -- | -- | -- | -- | -- | -- | -- | -- | -- |
| VVV Venlo        | 5  | 2  | 1  | 5  | 2  | 4  | 7  | 4  | 2  | 4  | 3  | 2  | 1  | 2  | 2  | 1  | 1  | 1  | 1  | 1  | 1  | 1  | 1  | 1  | 1  | 1  | 1  | 1  | 1  | 1  | 1  | 1  | 1  | 1  | 1  | 1  | 1  | 1  |
| Jong Ajax        | 14 | 3  | 2  | 1  | 3  | 2  | 5  | 3  | 6  | 3  | 4  | 9  | 5  | 5  | 5  | 3  | 2  | 2  | 2  | 2  | 2  | 2  | 2  | 2  | 2  | 2  | 2  | 2  | 2  | 2  | 2  | 2  | 2  | 2  | 2  | 2  | 2  | 2  |
| SC Cambuur       | 17 | 14 | 10 | 12 | 13 | 11 | 13 | 9  | 12 | 14 | 12 | 14 | 13 | 12 | 12 | 9  | 11 | 8  | 9  | 11 | 9  | 7  | 5  | 7  | 8  | 6  | 6  | 5  | 6  | 6  | 6  | 5  | 4  | 3  | 3  | 3  | 3  | 3  |
| Jong PSV         | 3  | 5  | 4  | 3  | 1  | 1  | 1  | 1  | 1  | 1  | 1  | 1  | 3  | 3  | 3  | 5  | 4  | 6  | 5  | 6  | 7  | 10 | 8  | 6  | 5  | 5  | 3  | 3  | 5  | 4  | 3  | 4  | 3  | 4  | 4  | 4  | 4  | 4  |
| NAC Breda        | 2  | 1  | 7  | 4  | 6  | 6  | 3  | 2  | 4  | 6  | 5  | 3  | 6  | 6  | 11 | 11 | 8  | 10 | 8  | 5  | 5  | 5  | 6  | 5  | 7  | 8  | 7  | 8  | 8  | 8  | 7  | 7  | 7  | 8  | 8  | 8  | 6  | 5  |
| FC Volendam      | 13 | 8  | 3  | 2  | 4  | 3  | 2  | 5  | 3  | 5  | 8  | 7  | 8  | 8  | 8  | 8  | 6  | 4  | 4  | 4  | 4  | 3  | 3  | 3  | 3  | 3  | 4  | 4  | 3  | 5  | 5  | 3  | 5  | 5  | 5  | 5  | 5  | 6  |
| MVV Maastricht   | 8  | 13 | 8  | 7  | 5  | 5  | 4  | 6  | 5  | 2  | 2  | 4  | 2  | 1  | 1  | 2  | 3  | 3  | 3  | 3  | 3  | 4  | 4  | 4  | 4  | 4  | 5  | 6  | 4  | 3  | 4  | 6  | 6  | 6  | 7  | 6  | 8  | 7  |
| Almere City FC   | 9  | 17 | 18 | 19 | 14 | 16 | 14 | 13 | 9  | 9  | 6  | 5  | 4  | 4  | 4  | 4  | 7  | 5  | 6  | 7  | 8  | 8  | 10 | 8  | 6  | 7  | 8  | 7  | 7  | 7  | 8  | 8  | 8  | 7  | 6  | 7  | 7  | 8  |
| FC Emmen         | 11 | 7  | 11 | 8  | 7  | 8  | 11 | 7  | 7  | 7  | 9  | 8  | 7  | 10 | 7  | 7  | 10 | 12 | 12 | 12 | 13 | 12 | 12 | 12 | 12 | 11 | 11 | 11 | 11 | 10 | 10 | 10 | 9  | 9  | 9  | 9  | 9  | 9  |
| RKC Waalwijk     | 6  | 11 | 13 | 10 | 9  | 7  | 10 | 10 | 11 | 10 | 7  | 6  | 9  | 9  | 9  | 12 | 9  | 11 | 10 | 8  | 10 | 11 | 11 | 11 | 11 | 10 | 10 | 10 | 9  | 9  | 9  | 9  | 10 | 11 | 11 | 11 | 10 | 10 |
| FC Eindhoven     | 19 | 20 | 15 | 11 | 12 | 15 | 17 | 15 | 10 | 13 | 14 | 12 | 12 | 11 | 10 | 10 | 12 | 9  | 11 | 9  | 11 | 9  | 7  | 9  | 9  | 9  | 9  | 9  | 10 | 11 | 11 | 11 | 11 | 10 | 10 | 10 | 11 | 11 |
| De Graafschap    | 1  | 9  | 6  | 6  | 10 | 12 | 8  | 12 | 15 | 16 | 16 | 16 | 15 | 15 | 15 | 16 | 16 | 16 | 16 | 16 | 17 | 18 | 18 | 18 | 18 | 17 | 17 | 17 | 14 | 14 | 14 | 13 | 12 | 13 | 13 | 12 | 12 | 12 |
| Helmond Sport    | 7  | 16 | 17 | 18 | 15 | 13 | 12 | 11 | 14 | 12 | 11 | 11 | 10 | 7  | 6  | 6  | 5  | 7  | 7  | 10 | 6  | 6  | 9  | 10 | 10 | 12 | 12 | 12 | 12 | 12 | 13 | 12 | 14 | 12 | 12 | 13 | 13 | 13 |
| FC Den Bosch     | 15 | 10 | 14 | 16 | 17 | 14 | 16 | 17 | 18 | 15 | 15 | 15 | 14 | 14 | 14 | 13 | 13 | 14 | 13 | 14 | 12 | 13 | 13 | 13 | 13 | 13 | 13 | 13 | 13 | 13 | 12 | 14 | 13 | 14 | 14 | 14 | 14 | 14 |
| FC Oss           | 12 | 4  | 9  | 14 | 16 | 18 | 15 | 16 | 19 | 19 | 19 | 19 | 19 | 17 | 17 | 15 | 15 | 13 | 14 | 13 | 14 | 14 | 14 | 15 | 15 | 14 | 15 | 16 | 17 | 17 | 17 | 17 | 16 | 15 | 16 | 16 | 16 | 15 |
| Telstar          | 18 | 15 | 19 | 13 | 11 | 9  | 6  | 8  | 8  | 8  | 10 | 10 | 11 | 13 | 13 | 14 | 14 | 15 | 15 | 15 | 15 | 15 | 15 | 14 | 14 | 15 | 14 | 14 | 15 | 15 | 15 | 16 | 15 | 16 | 15 | 15 | 15 | 16 |
| Fortuna Sittard  | 4  | 6  | 5  | 9  | 8  | 10 | 9  | 14 | 13 | 11 | 13 | 13 | 16 | 16 | 16 | 17 | 17 | 17 | 18 | 17 | 16 | 17 | 17 | 16 | 16 | 16 | 16 | 15 | 16 | 16 | 16 | 15 | 17 | 17 | 17 | 17 | 17 | 17 |
| Jong FC Utrecht  | 20 | 18 | 20 | 20 | 20 | 17 | 18 | 19 | 17 | 18 | 18 | 18 | 18 | 18 | 18 | 18 | 18 | 18 | 17 | 18 | 19 | 16 | 16 | 17 | 17 | 18 | 18 | 18 | 18 | 18 | 18 | 18 | 18 | 18 | 18 | 18 | 18 | 18 |
| FC Dordrecht     | 10 | 12 | 16 | 17 | 19 | 19 | 19 | 18 | 16 | 17 | 17 | 17 | 17 | 19 | 19 | 19 | 19 | 19 | 19 | 19 | 18 | 19 | 19 | 19 | 19 | 19 | 19 | 19 | 19 | 19 | 19 | 19 | 19 | 19 | 19 | 19 | 19 | 19 |
| Achilles '29     | 16 | 19 | 12 | 15 | 18 | 20 | 20 | 20 | 20 | 20 | 20 | 20 | 20 | 20 | 20 | 20 | 20 | 20 | 20 | 20 | 20 | 20 | 20 | 20 | 20 | 20 | 20 | 20 | 20 | 20 | 20 | 20 | 20 | 20 | 20 | 20 | 20 | 20 |

## Goleadores
| Tom Boere                                | FC Oss         | 33 | 38 | 0.87 |
| Piotr Parzyszek                          | De Graafschap  | 25 | 38 | 0.66 |
| Sander van de Streek                     | SC Cambuur     | 22 | 33 | 0.67 |
| Cyriel Dessers                           | NAC Breda      | 22 | 36 | 0.61 |
| Albert Gudmundsson                       | Jong PSV       | 18 | 34 | 0.53 |
| Soufyan Ahannach                         | Almere City FC | 18 | 38 | 0.47 |
| Sam Lammers                              | Jong PSV       | 17 | 31 | 0.55 |
| Pieter Langedijk                         | RKC Waalwijk   | 17 | 37 | 0.46 |
| Última actualización: 12 de mayo de 2017 |                |    |    |      |

## Play-offs de Ascenso/Descenso

### Primera Ronda
| Helmond Sport                                         | 4 - 2 | Almere City   | Stadion De Braak            | 8 de mayo  | 20:00 |
| Almere City                                           | 0 - 2 | Helmond Sport | Mitsubishi Forklift Stadion | 12 de mayo | 20:45 |
| Helmond Sport avanza con un marcador global de 6 - 2. |       |               |                             |            |       |

| RKC Waalwijk                                     | 1 - 5 | FC Emmen     | Mandemakers Stadion | 8 de mayo  | 20:00 |
| FC Emmen                                         | 0 - 1 | RKC Waalwijk | De JENS Vesting     | 12 de mayo | 18:30 |
| FC Emmen avanza con un marcador global de 5 - 2. |       |              |                     |            |       |

### Segunda Ronda
| Helmond Sport                                   | 0 - 1 | Roda JC       | Stadion De Braak         | 18 de mayo | 18:30 |
| Roda JC                                         | 1 - 1 | Helmond Sport | Parkstad Limburg Stadion | 21 de mayo | 12:30 |
| Roda JC avanza con un marcador global de 2 - 1. |       |               |                          |            |       |

| MVV Maastricht                                         | 1 - 1 | SC Cambuur     | Geusselt (stadion) | 18 de mayo | 19:45 |
| SC Cambuur                                             | 1 - 2 | MVV Maastricht | Cambuurstadion     | 21 de mayo | 14:30 |
| MVV Maastricht avanza con un marcador global de 3 - 2. |       |                |                    |            |       |

| FC Volendam                                       | 2 - 2 | NAC Breda   | Kras Stadion        | 18 de mayo | 19:45 |
| NAC Breda                                         | 2 - 0 | FC Volendam | Estadio Rat Verlegh | 21 de mayo | 14:30 |
| NAC Breda avanza con un marcador global de 4 - 2. |       |             |                     |            |       |

| FC Emmen                                             | 1 - 3 | NEC Nijmegen | De JENS Vesting | 18 de mayo | 20:45 |
| NEC Nijmegen                                         | 1 - 0 | FC Emmen     | Goffert Stadion | 21 de mayo | 16:45 |
| NEC Nijmegen avanza con un marcador global de 4 - 1. |       |              |                 |            |       |

### Tercera ronda
| MVV Maastricht                                                      | 0 - 0 | Roda JC        | Geusselt (stadion)       | 25 de mayo | 19:45 |
| Roda JC                                                             | 1 - 0 | MVV Maastricht | Parkstad Limburg Stadion | 28 de mayo | 14:30 |
| Roda JC permanece en la Eredivisie con un marcador global de 1 - 0. |       |                |                          |            |       |

| NAC Breda                                                        | 1 - 0 | NEC Nijmegen | Estadio Rat Verlegh | 25 de mayo | 18:30 |
| NEC Nijmegen                                                     | 1 - 4 | NAC Breda    | Goffert Stadion     | 28 de mayo | 16:45 |
| NAC Breda asciende a Eredivisie con un marcador global de 5 - 1. |       |              |                     |            |       |